# 兴国禅寺
36°38′14″N 117°01′49″E / 36.63722°N 117.03028°E

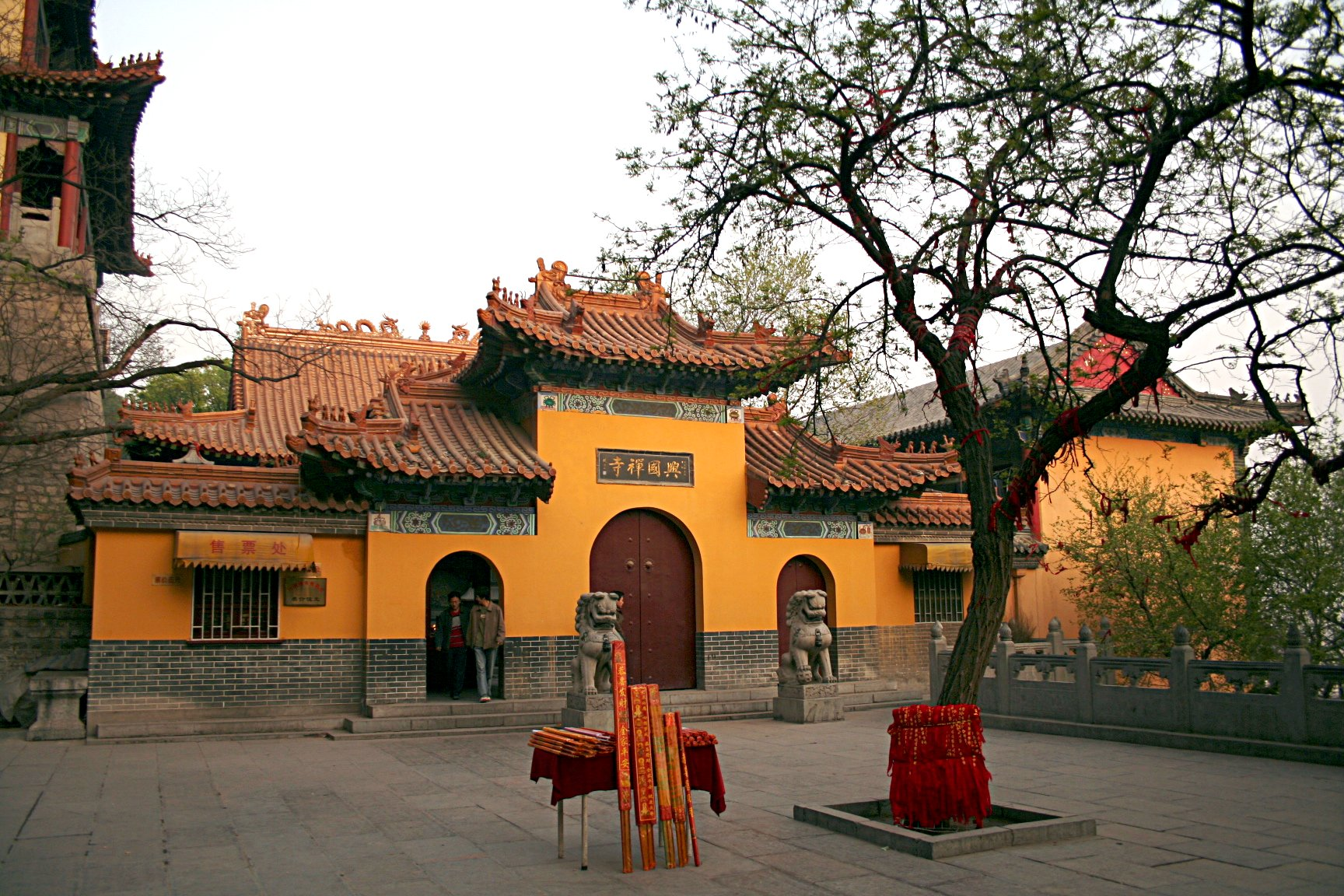
兴国禅寺西门

兴国禅寺，又称兴国寺，位于山东省济南市正南的千佛山上，为汉族地区佛教全国重点寺院之一。现任住持为弘庵法师。

## 历史沿革
隋开皇年间，朝廷依山势镌佛像多尊，并建“千佛寺”。唐贞观年间修葺，并改名为“兴国禅寺”。宋代，兴国禅寺扩建。元末明初时，因战乱寺院全毁。明成化四年（1468年）苏贤捐资重建。清朝嘉庆至咸丰年间又加以修葺，即现存寺庙的格局和规模。1983年，兴国禅寺被国务院确定为汉族地区佛教全国重点寺院。

## 建筑格局
兴国禅寺依山而建，共有七座殿堂，禅院深邃幽静，殿宇雄伟壮观，错落有致。整体格局可分为两部分，即“东寺”和“西寺”。东庙原是一个佛、道、儒各教混杂的院落，院内有大舜庙、文昌阁、鲁班祠和碑廊等，反映出三教合一的文化特色。西寺是兴国禅寺的主要部分。
- 山门：从西盘路拾级而上，经过古木掩荫的唐槐亭、齐烟九点坊，穿过“云径禅关”坊，迎面就是兴国禅寺山门。门楼上刻着赵朴初题写的“兴国禅寺”。钟鼓两楼分列山门两侧[5]。
- 千佛崖：千佛崖有九个石窟，为隋朝刘茂景所造的佛教凿石造像，部分为唐朝贞观年间造像，为研究隋唐石刻艺术的重要史料。其中极乐洞中的佛像最为宏伟、精湛。该寺现存僧人墓塔七座，碑刻十块，现存乾隆帝题记和赵朴初词碑刻[5]。

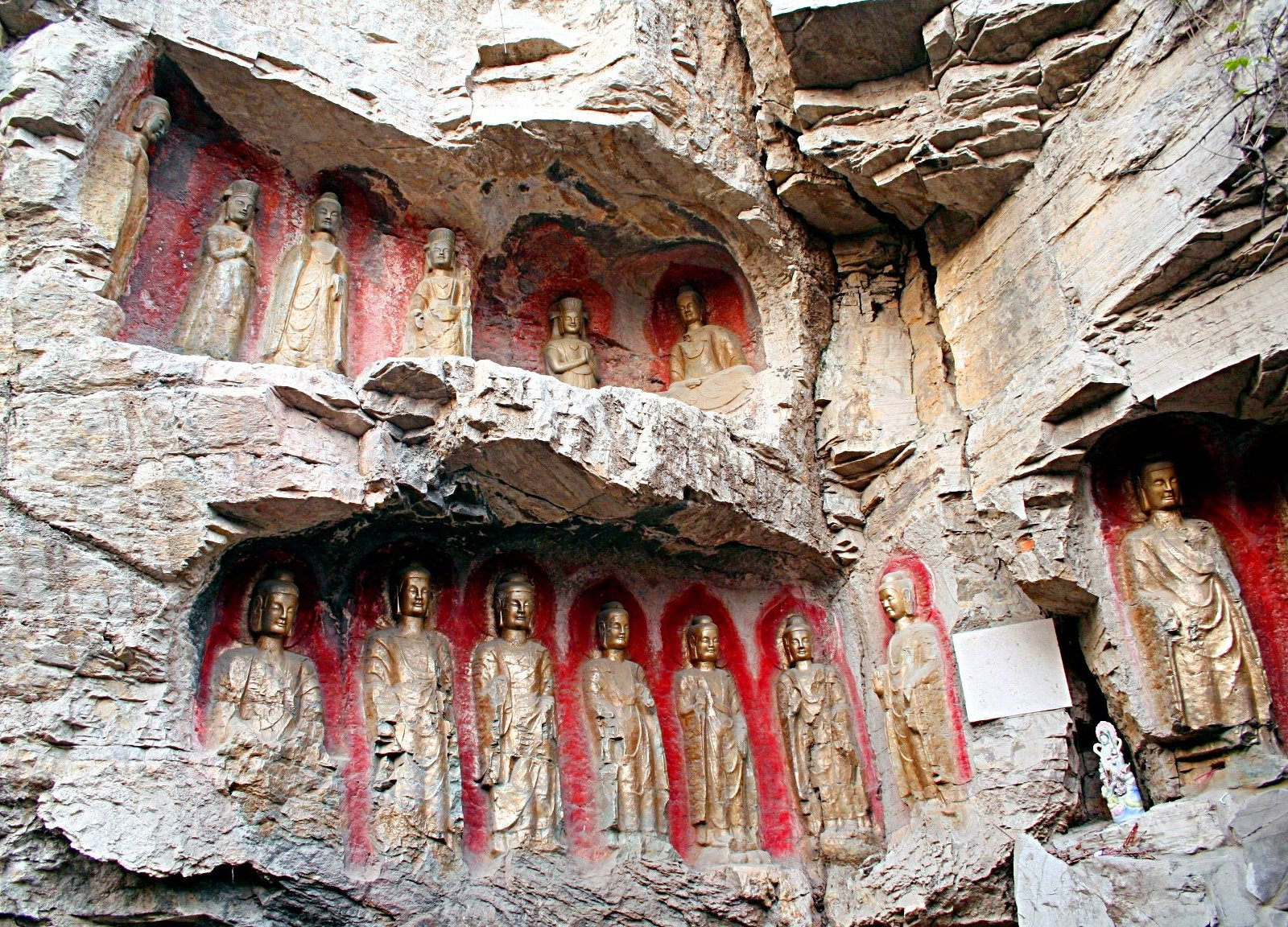
兴国禅寺千佛崖上的造像

- 龙泉洞：内有水深三米之泉，洞内有悬浮雕佛像二十余尊。另有黔娄洞，是春秋时齐国高士黔娄隐居之所。
- 对华亭：寺内北部有对华亭，建在高山寺院十米的峭壁间，原是僧人坐禅、请经之所，现为兴国禅寺客堂[5]。